# لويس دارلينغ
لويس دارلينغ (بالإنجليزية: Louis Darling)‏ هو كاتب وكاتب للأطفال أمريكي، ولد في 26 أبريل 1916 في ستامفورد في الولايات المتحدة، وتوفي في 21 يناير 1970 في نورتش في المملكة المتحدة.